# Santa Cruz Xaltetela
Santa Cruz Xaltetela är en ort i Mexiko.   Den ligger i kommunen Zacapoaxtla och delstaten Puebla, i den sydöstra delen av landet, 170 km öster om huvudstaden Mexico City. Santa Cruz Xaltetela ligger 1 817 meter över havet och antalet invånare är 1 535.
Terrängen runt Santa Cruz Xaltetela är lite bergig. Runt Santa Cruz Xaltetela är det ganska tätbefolkat, med 129 invånare per kvadratkilometer. Närmaste större samhälle är Zacapoaxtla, 0,87 km väster om Santa Cruz Xaltetela. Omgivningarna runt Santa Cruz Xaltetela är en mosaik av jordbruksmark och naturlig växtlighet.